# Dème de Tanagra
Pour l’article homonyme, voir Tanagra (cité antique).
Le dème de Tanagra (en grec : Δήμος Τανάγρας) est un dème situé dans la périphérie de Grèce-Centrale en Grèce. Sous sa forme actuelle, il est issu de la fusion en 2011 entre les anciens dèmes de Dervenochória, Œnophyta, Schimatári et Tanagra, devenus des districts municipaux.
Il tient son nom de la cité antique de Tanagra située sur son territoire.

## Subdivisions

### District municipal des Dervénochoria

District des Dervénochoria

Il tient son nom des villages appelés collectivement Dervénochoria (les « villages des défilés ») chargés de la surveillance des passes de montagnes reliant la Béotie et le sud pendant la période ottomane.

### District municipal de Délion
Il a été créé en 2014 par la fusion de deux localités appartenant aux districts de Schimatari et d'Œnophyta.

### District municipal de Tanagra

District de Tanagra